# Ridwan
Ridwan ibn Tutush (? – 10 grudnia 1113) – władca Aleppo z dynastii Seldżukidów.
Najstarszy syn Tutusza, brat Irtasz/Baktrasz i Dukaka, władcy Damaszku.
Arabskie kroniki (szczególnie sunnickie) obwiniają Ridwana za przyczynienie się do osłabienia sił arabskich i w konsekwencji zdobycia Jerozolimy przez wojska I krucjaty. W trakcie swego panowania poróżnił się ze wszystkimi arabskimi sąsiadami, ale zdołał zachować panowanie do śmierci.
Dwa razy żonaty z córkami Jaghi Sijana i Dżanaha ad-Dauli. Ze związków tych narodzili się: Farchunda Chatun, Alp Arslan al-Achras, Sultanszah, Ibrahim i NC.